# Commiphora tecomaca
Commiphora tecomaca là một loài thực vật có hoa trong họ Burseraceae. Loài này được (DC.) Rzed. & R.Palacios mô tả khoa học đầu tiên năm 1985.